# Posener Ruderverein Preußen
Posener Ruder-Verein "Preußen" (pol. Poznańskie Towarzystwo Wioślarskie Prusy) – klub wioślarski założony w Poznaniu w 1895, jako jeden z pierwszych w mieście. Miał barwy czarno-białe.
Członkowie organizowali spływy Wartą w rejon Starołęki, Wir, Puszczykowa, Szeląga i Radojewa, natomiast na Dębinie miały miejsce zawody. W 1901 klub został zaproszony na ogólnoniemieckie regaty w Berlinie-Grünau (wraz z Posener Beamten Ruderverein). 
W 1902 PRP przystąpiło do Posener Ruderverein „Germania”, który powstał z połączenia wszystkich poznańskich klubów wioślarskich z wyjątkiem Ruderclub Neptun.